# Frieda von Gregurich
Frieda von Gregurich (ur. w 1900, zm. ?) – austriacka florecistka, czterokrotna medalistka mistrzostw świata.
Podczas mistrzostw świata w Kopenhadze w 1932 roku (oficjalnie zawody tego cyklu rozgrywane są pod tą nazwą dopiero od 1937) Austriaczki w składzie: Grete Friedmann, Elisabeth Grasser, Ellen Preis, Frieda von Gregurich i Fritzi Wenisch wywalczyły srebrny medal we florecie drużynowym. W tej samej konkurencji zdobyła też srebrny medal na mistrzostwach świata w Lozannie (1935) oraz brązowe na mistrzostwach świata w Budapeszcie (1933) i mistrzostwach świata w San Remo (1936).
Nigdy nie wzięła udziału w igrzyskach olimpijskich.